# Hans Friedrich Baasch
Hans Friedrich Baasch (* 22. November 1784 in Grasholz, heute Eckernförder Stadtteil; † 14. Mai 1853 in Eckernförde) war Kunstmaler und Senator in Eckernförde.

## Familie
Hans Friedrich Baasch war mit Margaretha Johanna Fiebig verheiratet. Das Paar hatte vier Kinder, darunter Johann Friedrich Theodor Baasch (* 24. März 1819 in Eckernförde; † 19. Januar 1872), Kunstmaler und Fotograf.

## Beruf
Hans Friedrich Baasch machte um 1803 bei seinem späteren Schwiegervater, dem Kunstmaler Andreas Hinrich Fiebig eine Lehre als Kunstmaler. Ab 1807 besuchte er die Kunstakademie in Kopenhagen. 1812 wurde ihm dort die große silberne Medaille verliehen. Er brach sein Studium ab und kehrte 1812 nach Eckernförde zurück. Er hat es besonders in der Zeit von 1824 bis 1839 durch seine Porträtkunst zu hohem Ansehen gebracht. Die markante Freitreppe des Alten Rathauses Eckernförde entstand 1836/37 nach seinem Entwurf.